# 2170 Білорусь
2170 Білору́сь (2170 Byelorussia) — астероїд головного поясу.
Тіссеранів параметр щодо Юпітера — 3,500.